# 望城坡駅
望城坡駅（ぼうじょうはえき）は、中華人民共和国湖南省長沙市岳麓区にある長沙地下鉄2号線の駅である。

## 駅構造
- 島式ホーム1面

## 駅周辺
- 湖南財政経済学院
- 湖南第一師範学院
- 長沙車西站
- 麓谷高新科技園[4]